# 40-es busz (Pécs)
A pécsi 40-es jelzésű autóbusz a Budai városrész, Diós, illetve Pécsbánya városrészt kapcsolja össze a Belvárossal. A vasútállomástól indul, érinti az Árkád felső részét, a Vadász utcán és a Rákos Lajos utcán végighaladva éri el gesztenyési végállomását. 55 perc alatt teszi meg a 18,5 km-es utat.
Járat közlekedik iskola előadási napokon 140-es jelzéssel 7.23-kor Főpályaudvar – Gesztenyés útvonalon, érintve a Bártfa Utcai Általános Iskolát. 15.38 órakor Gesztenyés - Főpályaudvar útvonalon közlekedik járat szintén 140-es jelzéssel.

## Története
1945. október 1-jén Széchenyi tér – Pécsbánya útvonalon indult járat először. 1948. november 22-én Széchenyi térről Nagymeszesre indult újabb járat az Engels úton át. 1966. december 1-jétől járat útvonala módosul, a Rákos Lajos utcán át közlekedik. 1969. október 1-jétől a Főpályaudvarra lesz a végállomása. 1987. január 1-jétől új számozási rendszer keretén belül kapta máig is érvényes 40-es jelzését (egészen addig 50-es jelzéssel közlekedett), ekkortól kezdve az Ady Endre utca helyett a Felsővámház utcán közlekedik.

## Útvonala
| Főpályaudvar → Ágoston tér → Gesztenyés | Gesztenyés → Ágoston tér → Főpályaudvar |
| --- | --- |
| Főpályaudvar – Szabadság utca – Rákóczi út – Rákóczi út – Zsolnay Vilmos utca – Lánc utca – Király utca – Felsővámház utca – Vadász utca – Engel János József utca – Hársfa út – Május 1. utca – Rákos Lajos utca – Káposztásvölgyi út – Pécsbányatelepi út – Gesztenyés utca – Gesztenyés | Gesztenyés – Gesztenyés utca – Pécsbányatelepi út – Káposztásvölgyi út – Rákos Lajos utca – Május 1. utca – Hársfa út – Engel János József utca – Vadász utca – Felsővámház utca – Király utca – Lánc utca – Zsolnay Vilmos utca – Rákóczi út – Rákóczi út – Szabadság utca – Főpályaudvar |

## Megállóhelyei
| 40 (Főpályaudvar – Gesztenyés) |                         |          | |                                                                                            |
| Perc (↓)                       | Megállóhely             | Perc (↑) | Megállóhelyet érintő járatok | Létesítmények                                                                              |
| 0                              | Főpályaudvar végállomás | 24       | 3, 3E, 4, 4Y, 6, 6E, 7, 7Y, 8, 13, 13E, 13Y, 14, 14Y, 15, 15A, 20, 30, 31, 32, 32Y, 33, 34, 34Y, 35, 35Y, 36, 37, 38, 38Y, 39, 40, 41, 41E, 41Y, 42, 42Y, 43, 44, 46, 47, 73, 73Y, 104, 104A, 104E, 104Y, 130, 130A, 140 · Helyközi autóbuszok · Főpályaudvar | Vasútállomás, MÁV Területi Igazgatósága, Autóbusz-állomás                                  |
| 2                              | Zsolnay-szobor          | 22       | 2, 2A, 2E, 3, 3E, 6, 6E, 7, 7Y, 8, 13Y, 14, 14Y, 22, 23, 23Y, 24, 25, 26, 26A, 27, 27Y, 28, 28A, 28Y, 29, 30, 31, 32, 32Y, 34, 34Y, 35, 35Y, 36, 37, 38, 38Y, 39, 40, 44, 46, 47, 73, 73Y, 102, 102Y, 103, 107E, 109E, 130, 140                               | Postapalota, OTP, ÁNTSZ, Megyei Bíróság, Zsolnay-szobor                                    |
| 4                              | Árkád                   | 19       | 2, 2A, 2E, 3, 3E, 4, 4Y, 6, 6E, 7, 7Y, 8, 13, 13E, 13Y, 14, 14Y, 15, 15A, 22, 23, 23Y, 24, 25, 26, 26A, 27, 27Y, 28, 28A, 28Y, 29, 30, 33, 38, 38Y, 39, 40, 60, 60Y, 73, 73Y, 102, 102Y, 103, 104, 104A, 104E, 104Y, 107E, 109E, 130, 130A, 140               | Árkád, Konzum áruház, Anyakönyvi Önkormányzat, APEH, Skála                                 |
| 6                              | Rákóczi út              | ∫        | 20, 21, 21A, 22, 23, 23Y, 24, 25, 26, 27, 27Y, 28, 28Y, 29, 33, 38, 38Y, 39, 40, 44, 60, 60A, 60Y, 121, 140 |                                                                                            |
| 8                              | Búza tér                | 17       | 25, 26, 27, 27Y, 28, 28A, 28Y, 29, 30Y, 33, 38, 38Y, 39, 40, 44, 121, 140 | Egyetemi kollégium, Egyesített Egészségügyi Intézmény kirendeltsége, EKF kulturális negyed |
| 10                             | Major utca              | 15       | 25, 26, 27, 27Y, 40, 121 | Felsővámház Utcai Általános Iskola                                                         |
| 11                             | Bóbita Bábszínház       | 14       | 25, 26, 27, 27Y, 40, 121 | Bóbita Bábszínház, Zsolnay Kulturális Negyed                                               |
| 12                             | Ledina                  | 13       | 25, 26, 27, 27Y, 40, 121 | Zsolnay-mauzóleum                                                                          |
| 13                             | Pósa Lajos utca         | 12       | 25, 26, 27, 27Y, 40, 121 |                                                                                            |
| 14                             | Engel János József utca | 11       | 25, 26, 27, 27Y, 40, 121 |                                                                                            |
| 15                             | Református Gimnázium    | 10       | 26, 27, 27Y, 40 |                                                                                            |
| 16                             | Bittner Alajos út       | 9        | 26, 27, 27Y, 28, 28A, 28Y, 38, 38Y, 40, 140 |                                                                                            |
| 17                             | Nagymeszes              | 8        | 26, 27, 27Y, 40, 140 |                                                                                            |
| 18                             | Háromhíd                | 7        | 26, 27, 27Y, 40, 140 |                                                                                            |
| 19                             | Malom                   | 6        | 26, 27, 27Y, 40, 140 |                                                                                            |
| 20                             | Selmecz utca            | 5        | 26, 27, 27Y, 40, 140 |                                                                                            |
| 21                             | Széchenyi-akna          | 4        | 4, 26, 27, 27Y, 40, 140 |                                                                                            |
| 22                             | Kórház                  | 3        | 4, 26, 27, 27Y, 40, 140 |                                                                                            |
| 23                             | Bazsó                   | 2        | 4, 26, 27, 27Y, 40, 140 |                                                                                            |
| 24                             | Ezeréves                | 1        | 4, 26, 27, 27Y, 40, 140 |                                                                                            |
| 25                             | Gesztenyés végállomás   | 0        | 4, 26, 27, 27Y, 40, 140 |                                                                                            |